# Pilgrim (Album)
Pilgrim ist das 13. Studioalbum des britischen Rockmusikers Eric Clapton. Es erschien im März 1998 auf den Labels Duck und Reprise Records. Das Coverdesign stammt von Yoshiyuki Sadamoto.

## Hintergrund
Pilgrim ist das erste Album seit Journeyman mit eigenen Clapton-Songs. Laut Claptons Autobiografie wollte er ein trauriges Album, somit wurden die Stücke My Father’s Eyes und Circus Left Town für das Album ausgewählt. Auf dem Album experimentierte Clapton mit Drumcomputern, Synthesizern und Rhythm-and-Blues-Melodien.
Das Titelstück Pilgrim erschien im Soundtrack zum Spielfilm Lethal Weapon 4. Vier Lieder des Albums erschienen 2001 auf dem Livealbum One More Car, One More Rider. Eine Akustikversion des Songs Broken Hearted spielte Clapton 1997 während des Konzerts Music for Montserrat der Royal Albert Hall in London sowie bei einem Auftritt beim amerikanischen Fernsehsender CNN im Jahr 2005.

## Titelliste
1. My Father’s Eyes (Clapton) – 5:24
2. River of Tears (Clapton, Simon Climie) – 7:22
3. Pilgrim (Clapton, Climie) – 5:50
4. Broken Hearted (Clapton, Greg Phillinganes) – 7:52
5. One Chance (Clapton, Climie) – 5:55
6. Circus (Clapton) – 4:11
7. Goin’ Down Slow (St. Louis Jimmy) – 5:19
8. Fall Like Rain (Clapton) – 3:50
9. Born in Time (Bob Dylan) – 4:41
10. Sick and Tired (Clapton, Climie) – 5:43
11. Needs His Woman (Clapton) – 3:45
12. She’s Gone (Clapton, Climie) – 4:45
13. You Were There (Clapton) – 5:31
14. Inside of Me (Clapton, Climie) – 5:25

## 4 Bonustitel Japan, 2 CD, 1998
1. Theme From A Movie That Never Happened (Eric Clapton)
2. Change The World (Tommy Sims, Gordon Kennedy, Wayne Kirkpatrick) Live
3. Tears In Heaven (Will Jennings, Eric Clapton) Live
4. Wonderful Tonight (Eric Clapton) Live

## Rezeption und Auszeichnungen
Allmusic-Kritiker Stephen Thomas Erlewine vergab zwei von fünf möglichen Sternen für das Album und kritisierte die Produktion des Albums und die Verwendung von „emotionslosen Drumbeats, hauchdünnen Synthesizern und ziellosen instrumentalen Interluden“. Weiter bemängelt er Claptons „unzureichende gesangliche Leistung, selbst bei turbulenten Stücken wie My Father's Eyes oder Circus.“ Am 8. März 1998 bewertete die Chicago Tribune das Album negativ. Jedoch lobte Kritiker Greg Kot Claptons Gitarrenspiel als „typisch eloquent“. Entertainment-Weekly-Kritiker David Browne vergab die Note „B-“ für das Album und kommentierte: „Aber das wahrhaft Traurige an Pilgrim - für Clapton und vielleicht für uns alle - ist, dass nicht mal Musik die Macht haben mag, bestimmte Arten von Schmerz zu heilen.“ Stephen Holden von der New York Times bezeichnete Pilgrim als „eines der unterbewertetsten Alben von 1998“ und äußerte sich positiv über die Produktion des Albums. Die Los-Angeles-Times-Kritikerin Natalie Nichols vergab einen von vier Sternen und bewertete es mit „schwach“. Die Zeitschrift People beschrieb das Album als „ein langer, langsamer mühevoller Weg, unterbrochen von nur zwei oder drei schnellen Stücken. Sich das Album anzuhören, ist wie einen Film zu sehen, den Du zwar verehrst, aber dir wünschst, der Film sei zu Ende und du könntest gehen.“ Rolling Stone vergab vier von fünf möglichen Sternen.

### Echo
Bei der Echoverleihung 1999 wurde Clapton für das Album in der Kategorie „Künstler des Jahres international“ nominiert.

## Kommerzieller Erfolg

### Chartplatzierungen
Das Album belegte Platz drei der deutschen Charts und erreichte Platz vier in Österreich, der Schweiz und in den US-amerikanischen Albumcharts. Im Vereinigten Königreich platzierte sich Pilgrim auf Rang sechs und blieb insgesamt 15 Wochen in den britischen Albumcharts. In Kanada erreichte das Album 1998 Platz fünf der Top-Canadian-Album-Charts. Die Singleauskopplungen My Father’s Eyes, Born in Time, Circus und She’s Gone erreichten ebenfalls hohe Platzierungen in zahlreichen Singlecharts. Einen Grammy Award erhielt Clapton 1999 für den Song My Father’s Eyes. Das Album erhielt zahlreiche Zertifizierungen und verkaufte sich weltweit mehr als 3,3 Millionen Mal.
| ChartsChartplatzierungen       | Höchstplatzierung | Wochen |
| ------------------------------ | ----------------- | ------ |
| Deutschland (GfK)              | 3 (34 Wo.)        | 34     |
| Österreich (Ö3)                | 4 (16 Wo.)        | 16     |
| Schweiz (IFPI)                 | 4 (15 Wo.)        | 15     |
| Vereinigte Staaten (Billboard) | 4 (29 Wo.)        | 29     |
| Vereinigtes Königreich (OCC)   | 6 (16 Wo.)        | 16     |

| ChartsJahrescharts (1998)    | Platzierung |
| ---------------------------- | ----------- |
| Deutschland (GfK)            | 14          |
| Österreich (Ö3)              | 25          |
| Vereinigtes Königreich (OCC) | 83          |

### Auszeichnungen für Musikverkäufe
| Land/Region                  | Auszeichnungen für Musikverkäufe (Land/Region, Auszeichnung, Verkäufe) | Verkäufe  |
| ---------------------------- | ---------------------------------------------------------------------- | --------- |
| Australien (ARIA)            | Gold                                                                   | 35.000    |
| Belgien (BRMA)               | Gold                                                                   | (25.000)  |
| Deutschland (BVMI)           | Gold                                                                   | (250.000) |
| Europa (IFPI)                | 2× Platin                                                              | 2.000.000 |
| Finnland (IFPI)              | Gold                                                                   | (21.583)  |
| Frankreich (SNEP)            | Gold                                                                   | (100.000) |
| Hongkong (IFPI/HKRIA)        | Platin                                                                 | 20.000    |
| Japan (RIAJ)                 | 2× Platin                                                              | 400.000   |
| Kanada (MC)                  | 2× Platin                                                              | 200.000   |
| Neuseeland (RMNZ)            | Gold                                                                   | 7.500     |
| Norwegen (IFPI)              | Platin                                                                 | (50.000)  |
| Österreich (IFPI)            | Gold                                                                   | (25.000)  |
| Polen (ZPAV)                 | Gold                                                                   | (50.000)  |
| Schweden (IFPI)              | Gold                                                                   | (40.000)  |
| Schweiz (IFPI)               | Gold                                                                   | (25.000)  |
| Spanien (Promusicae)         | Gold                                                                   | (50.000)  |
| Vereinigte Staaten (RIAA)    | Platin                                                                 | 1.000.000 |
| Vereinigtes Königreich (BPI) | Gold                                                                   | (100.000) |
| Insgesamt                    | 12× Gold · 9× Platin ·                                                 | 3.662.500 |

Hauptartikel: Eric Clapton/Auszeichnungen für Musikverkäufe